# Sam Garrett
Sam Garrett (Harrisburg, 1956) is een bekroond en meervoudig genomineerd vertaler van Nederlandse literatuur. Tevens is hij essayist, die in zowel het Engels als het Nederlands werkt. 

## Werkzaamheden
Garrett vertaalt romans, literaire non-fictie en filmscenario's en is de huidige Engelse vertaler van Gerard Reve, Herman Koch, Tommy Wieringa, Arnon Grunberg, Manon Uphoff en Frank Westerman. Garrett werkt tevens regelmatig samen met de Nederlandse filmregisseur Martin Koolhoven als vertaler en lezer, onder meer voor de film Brimstone. Garretts essays in het Engels en Nederlands zijn gepubliceerd in tijdschriften zoals De Revisor, Hollands Maandblad en Filter.
In 2016 vertaalde Garrett voor het eerst de Engelse uitgave van De avonden, een naoorlogse Nederlandse klassieker van Gerard Reve uit 1947. Deze vertaling ontving positieve kritieken in het Verenigd Koninkrijk en de Verenigde Staten. Zijn vertaling van Het diner van Herman Koch was in 2013 negen weken lang te vinden op de bestsellerlijst van The New York Times.

## Prijzen en nominaties
- 2019: Longlist voor de Man Booker International Prize, met Tommy Wieringa, voor The Death of Murat Idrissi.[5]
- 2015: Winnaar van de PEN Promote Award, met Tommy Wieringa, voor These are the Names.
- 2014: Speciale aanbeveling, McGill University, Toronto: Cundill Prize for Historical Non-fiction, met David Van Reybrouck, voor Congo.
- 2014: Longlist voor de Pen International Translation Award for Prose voor The Dinner.
- 2015: Eervolle vermelding voor de Vondelprijs voor Nederlands-Engelse vertaling (British Society of Authors) voor Tirza.
- 2014: Finalist voor de Best Translated Book Award voor Tirza.[6]
- 2013: Shortlist voor de International Dublin Literary Award, met Tommy Wieringa, voor Caesarion.[7]
- 2009: Winnaar van de Vondelprijs voor Nederlands-Engelse vertaling (British Society of Authors) voor Ararat van Frank Westerman.[8]
- 2010: Shortlist voor de Oxford-Weidenfeld Translation Prize voor Joe Speedboat.[9]
- 2005: Shortlist voor the International Dublin Literary Award, met Arnon Grunberg, voor Fantoompijn.[10]
- 2003: Winnaar van de Vondelprijs voor Nederlands-Engelse vertaling (British Society of Authors) voor The Rider van Tim Krabbé.[11]

## Selectie van vertaalde titels
- Arnon Grunberg: Silent Extras (2000), Phantomy Pain (2004), The Jewish Messiah (2008), Tirza (2014)
- Geert Mak: In Europe (2007), The Bridge (2009)
- Frank Westerman: Ararat (2008), Engineers of the Soul (2010), Brother Mendel's Perfect Horse (2012), We, Hominids (2020)
- Herman Koch: The Dinner (2012), Summer House with Swimming Pool (2014), Dear Mr. M (2016)
- Tim Krabbé: The Cave (2000), The Rider (2002), The Vanishing (2003), Lieve Joris: The Gates of Damascus (1996), Mali Blues (1998)
- Gerard Reve: The Evenings, A Winter's Tale (2016), Childhood: Two Novellas omvattende Werther Nieland en The Fall of the Boslowits Family (2019)
- Manon Uphoff: Falling is Like Flying (2021)
- Tommy Wieringa: Joe Speedboat (2009), Caesarion (2011), These are the Names (2015), The Death of Murat Idrissi (2018)

- Bibsys: 11072403
- Bibliothèque nationale de France: cb15025737r (data)
- Catàleg d'autoritats de noms i títols de Catalunya: 981058617899406706
- Digitale Bibliotheek voor de Nederlandse Letteren: garr004
- Gemeinsame Normdatei: 1056303174
- International Standard Name Identifier: 0000 0000 7417 3968
- Library of Congress Control Number: n97027475
- Nationale Bibliotheek van Tsjechië: xx0203867
- Nationale Bibliotheek van Israël: 987007570700105171
- Nederlandse Thesaurus van Auteursnamen: 107690446
- Système universitaire de documentation: 068702671
- Virtual International Authority File: 60825813
- WorldCat: E39PCjqFjJrGWkXv7tkxF4tRJC